# Campanha de Maryland
A Campanha de Maryland, também conhecida como Campanha de Antietam, foi uma série de batalhas travadas no estado de Maryland, que ocorreu de 4 a 20 de setembro de 1862, no Teatro Oriental durante a Guerra Civil Americana. O General Confederado Robert E. Lee conduziu seu Exército da Virgínia do Norte ao território da União, sendo repelido pelo Exército do Potomac sob o comando do General George B. McClellan, que deslocou suas tropas para interceptar Lee e seu Exército. As duas forças acabaram se enfrentando perto de Sharpsburg, Maryland. A subsequente Batalha de Antietam foi o confronto armado de um único dia mais sangrento da história estadunidense.
Após seu êxito na campanha do norte da Virgínia, Lee moveu seu Exército (composto por 55 mil homens) para o norte através do Vale do Shenandoah a partir de 4 de setembro de 1862. Seu objetivo era reabastecer seu exército fora do teatro da Virgínia devastado pela guerra e prejudicar o moral do Norte antes das eleições intercalares, que ocorreriam em novembro. Ele empreendeu a manobra arriscada de dividir seu exército para que pudesse continuar avançando no norte de Maryland enquanto capturava simultaneamente a guarnição federal e o arsenal em Harpers Ferry. McClellan acidentalmente encontrou uma cópia das ordens de Lee para seus subordinados, e planejou derrotar o dividido Exército da Virgínia do Norte, isolando suas partes do comando central.
Enquanto o General Confederado Thomas J. "Stonewall" Jackson cercava, bombardeava e capturava Harpers Ferry, entre 12 e 15 de Setembro, o exército de McClellan constituído por 102 mil homens tentou mover-se rapidamente pelas passagens da South Mountain que o separavam das forças de Lee. A Batalha de South Mountain em 14 de setembro atrasou o avanço de McClellan e deu a Lee tempo suficiente para concentrar a maior parte de seu exército em Sharpsburg. A Batalha de Antietam (ou Sharpsburg) que ocorreu em 17 de setembro foi a batalha mais sangrenta da história militar americana, com mais de 22 mil baixas. Em menor número, Lee moveu suas forças defensivas para aparar cada golpe ofensivo, mas McClellan nunca implantou todas as reservas de seu exército para capitalizar em sucessos localizados e destruir os confederados. Em 18 de setembro, Lee ordenou uma retirada através do rio Potomac, e nos dias 19 e 20 de setembro, o restante da retaguarda de Lee encerrou a campanha em Shepherdstown.
Embora o resultado de Antietam fosse um empate tático, isso significava que a estratégia por trás da campanha de Lee em Maryland havia falhado. O presidente Abraham Lincoln usou essa vitória como justificativa para anunciar sua Proclamação de Emancipação, que efetivamente pôs fim a qualquer ameaça de apoio europeu à Confederação .

## Contexto
O ano de 1862 começou bem para as forças da União no Teatro Oriental. O Exército do Potomac de George B. McClellan invadiu a Península da Virgínia durante a Campanha da Península e em junho estava a apenas alguns quilômetros da capital confederada situada em Richmond. Entretanto, quando Robert E. Lee assumiu o comando do Exército da Virgínia do Norte em 1 de junho, a situação mudou. Lee confrontou McClellan agressivamente nas Batalhas dos Sete Dias; McClellan perdeu a coragem e seu exército foi obrigado a sair da Península. Após essa vitória, Lee conduziu suas forças na campanha do norte da Virgínia, na qual ele derrotou o major-general John Pope e seu exército da Virgínia na Segunda Batalha de Bull Run. A campanha de Lee em Maryland pode ser considerada a parte final de uma ofensiva de verão contra as forças da União localizadas no Teatro Oriental do conflito.
Os confederados sofreram perdas significativas após as campanhas de verão. Mesmo assim, Lee decidiu que seu exército estava pronto para um grande desafio: uma invasão do Norte. Seu objetivo era alcançar os estados de Maryland e Pensilvânia, e cortar a parte da Ferrovia Baltimore & Ohio que abastecia a capital estadunidense Washington, D.C. Seus movimentos ameaçariam Washington e Baltimore, a fim de "irritar e hostilizar o inimigo".
A decisão de Lee de invadir o Norte procedeu inúmeros motivos. Primeiro, movendo a guerra para o Norte aliviaria a pressão sobre a Virgínia, e ele precisava abastecer seu exército e sabia que as fazendas do Norte não haviam sido afetadas pela guerra (ao contrário das da Virgínia). Em segundo lugar, estava a questão do moral do Norte. Lee sabia que a Confederação não precisava vencer a guerra derrotando o Norte militarmente; precisava apenas fazer com que a população e o governo do Norte não quisessem continuar o conflito. Com as eleições para o Congresso de 1862 se aproximando em novembro, Lee acreditava que um exército invasor causando estragos no Norte poderia inclinar a balança do Congresso para o Partido Democrata, o que forçaria Abraham Lincoln a negociar o fim da guerra. Ele disse ao presidente confederado Jefferson Davis em uma carta de 3 de setembro que o inimigo estava "muito enfraquecido e desmoralizado."
Também havia razões secundárias. A invasão confederada poderia ser capaz de incitar um levante em Maryland, especialmente porque era um estado escravista e muitos de seus cidadãos mantinham uma postura simpática em relação ao Sul. Alguns políticos confederados, incluindo Jefferson Davis, acreditavam que a perspectiva de reconhecimento estrangeiro para a Confederação seria fortalecida por uma vitória militar no Norte, mas não há evidências de que Lee pensava que o Sul deveria basear seus planos militares nesta possibilidade. No entanto, a notícia da vitória na Segunda Batalha de Bull Run e do início da invasão de Lee causou considerável atividade diplomática entre os Estados Confederados e potências europeias como a França e o Reino Unido.
Após a derrota de Pope na Segunda Batalha de Bull Run, o presidente Lincoln relutantemente chamou George B. McClellan. Ele sabia que McClellan era um excelente organizador e um habilidoso treinador de tropas, capaz de recombinar as unidades do exército de Pope com o Exército do Potomac mais rápido do que qualquer um. Em 2 de setembro, Lincoln nomeou McClellan para comandar "as fortificações de Washington e todas as tropas para a defesa da capital". A nomeação foi polêmica no Gabinete, a maioria do qual assinou uma petição declarando ao presidente "nossa opinião deliberada de que, neste momento, não é seguro confiar ao General McClellan o comando de qualquer Exército dos Estados Unidos". O presidente admitiu que era como "curar a mordida com o pelo de cachorro". Mas Lincoln disse a seu secretário, John Hay: "Devemos usar todas as ferramentas que dispomos. Não há homem no Exército que possa guarnecer essas fortificações e transformar nossas tropas como ele. Se ele não puder lutar por si, ele se destaca em preparar outros para lutar".

Virgínia do Norte, Maryland e Pensilvânia (1861-1865)

## Planos e movimentos iniciais
Em 3 de setembro, apenas dois dias após a Batalha de Chantilly, Lee escreveu ao presidente Davis que havia decidido cruzar para Maryland. No mesmo dia, Lee começou a mover seu exército para o norte e oeste de Chantilly, em direção a Leesburg, Virgínia. Em 4 de setembro, unidades avançadas do Exército da Virgínia do Norte saíram de Loudon entraram em Maryland. Em 7 de Setembro, o corpo principal do exército avançou para Frederick, Maryland. O exército de 55 mil homens havia sido reforçado por tropas que defendiam Richmond - as divisões dos majores-generais D. H. Hill e Lafayette McLaws e duas brigadas comandadas pelo brigadeiro-general John G. Walker - mas estes reforços meramente compensaram os 9 mil homens perdidos em Bull Run e Chantilly.

Virgínia do Sul, (1861-1865)

A invasão de Lee coincidiu com outra ofensiva estratégica da Confederação. Os generais Braxton Bragg e Edmund Kirby Smith lançaram invasões simultâneas ao Kentucky. Jefferson Davis enviou aos três generais um rascunho de proclamação pública, com espaços em branco disponíveis para que eles inserissem o nome de qualquer estado que suas forças invasoras pudessem alcançar. Davis escreveu para explicar ao público (e, indiretamente, às potências europeias) por que o Sul parecia estar mudando sua estratégia. Até então, a Confederação alegava ter sido vítima de agressão e estava apenas se defendendo da "invasão estrangeira". Davis explicou que a Confederação ainda estava travando uma guerra de autodefesa. Ele escreveu que não havia "nenhum propósito de conquista" e que as invasões eram apenas um esforço agressivo para forçar o governo de Lincoln a deixar o Sul ir em paz".
O rascunho da proclamação de Davis não chegou a seus generais até que eles emitissem suas próprias proclamações. Eles enfatizaram que tinham vindo como libertadores, não conquistadores, a esses estados fronteiriços, mas não abordaram a questão mais ampla da mudança de estratégia dos Confederados como Davis desejava. A proclamação de Lee anunciou ao povo de Maryland que seu exército viera "com a mais profunda simpatia pelos erros que foram infligidos aos cidadãos da comunidade aliada aos Estados do Sul pelos laços sociais, políticos e comerciais mais fortes...".

### Divisão do Exército de Lee
Lee dividiu seu exército em quatro partes conforme ele se movia para Maryland. Depois de receber informações sobre a atividade da milícia em Chambersburg, Pensilvânia, Lee enviou o major-general James Longstreet para Boonsboro e depois para Hagerstown (a inteligência exagerou a ameaça, já que apenas 20 milicianos estavam em Chambersburg na época). O major-general Thomas J. "Stonewall" Jackson, que comandava quatro divisões, recebeu ordens de confiscar o arsenal da União em Harpers Ferry. Essas medidas deixaram a somente a cavalaria escassamente espalhada do major-general J.E.B. Stuart e a divisão do major-general D.H. Hill para proteger a retaguarda do exército em South Mountain.
A razão específica pela qual Lee escolheu essa estratégia arriscada de dividir seu exército para capturar Harpers Ferry não é conhecida. Uma possibilidade é que ele sabia que comandava suas linhas de abastecimento através do Vale Shenandoah. Antes de entrar em Maryland, ele presumiu que as guarnições federais em Winchester, Martinsburg e Harpers Ferry seriam isoladas e abandonadas sem disparar um tiro (e, de fato, Winchester e Martinsburg foram evacuadas). Outra possibilidade é que era simplesmente um alvo tentador com muitos suprimentos fundamentais, mas iminentemente indefensável. McClellan solicitou permissão de Washington para esvaziar Harpers Ferry e anexar sua guarnição ao seu exército, mas o pedido foi recusado.

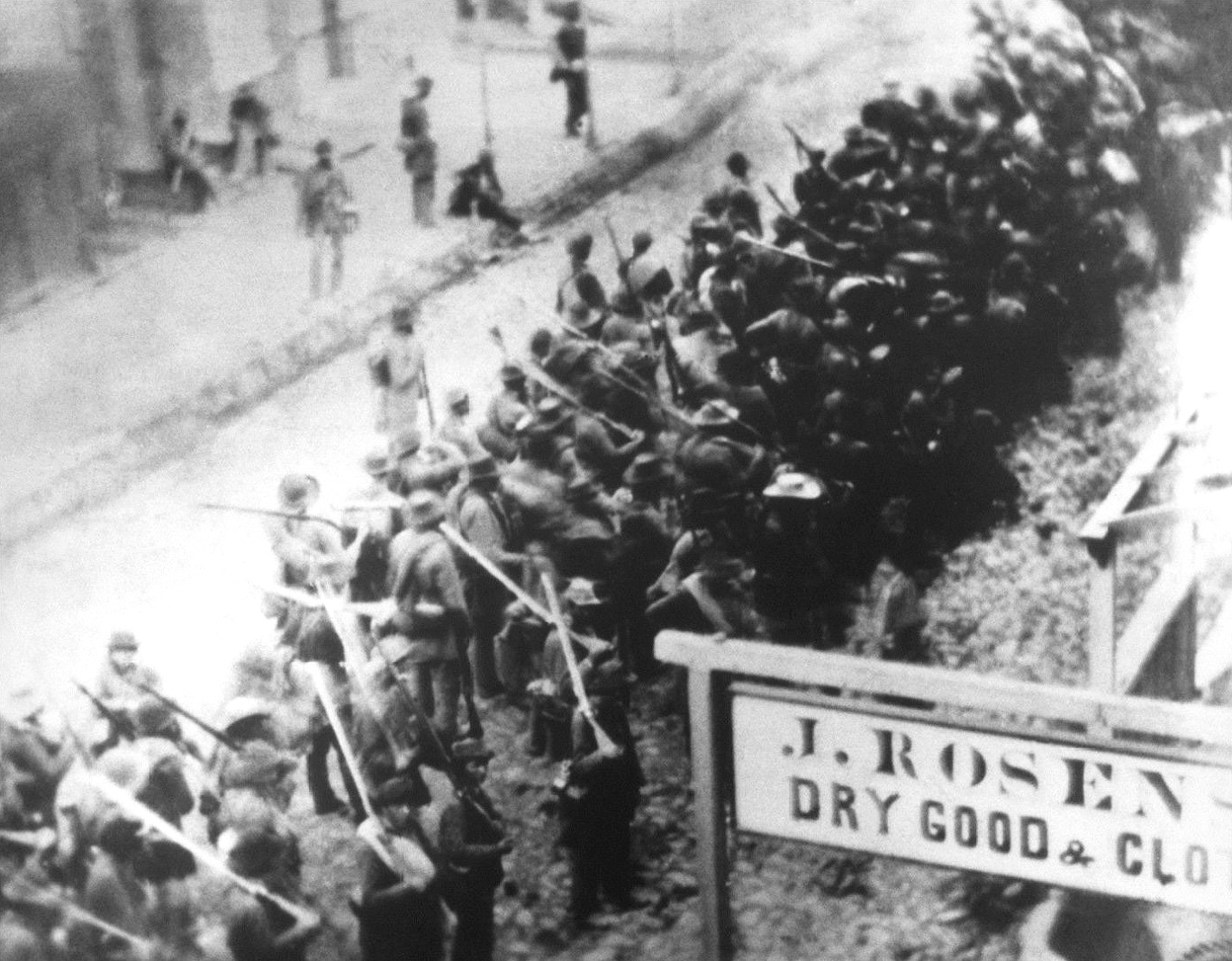
Tropas confederadas marchando para o sul na N Market Street, Frederick, Maryland, durante a Guerra Civil

### Reações à invasão
A invasão de Lee foi repleta de dificuldades desde o início. A força do Exército Confederado sofreu com inúmeras deserções; no início da invasão, as forças confederadas totalizavam 55 mil homens, em 10 dias esse número diminuiu para 45 mil.  Algumas tropas se recusaram a cruzar o rio Potomac, dado que uma invasão do território da União violava suas crenças de que estavam lutando apenas para defender seus estados da agressão vinda do Norte. Inúmeros soldados ficaram doentes com diarreia depois de comer milho verde imaturo dos campos de Maryland. Muitos também caíram porque seus pés descalços ficaram ensanguentados durante a jornada nas duras estradas do Norte. Lee ordenou que seus comandantes tratassem bruscamente os retardatários e desertores, que ele considerava covardes "que abandonam seus camaradas em perigo", e, portanto, eram "membros indignos de um exército que se imortalizou" em suas campanhas recentes.
Ao entrar em Maryland, os confederados encontraram pouco apoio; em vez disso, eles foram recebidos com reações que variaram entre a falta de entusiasmo e, na maioria dos casos, hostilidade aberta. Robert E. Lee ficou desapontado com a resistência do Estado e da população, uma condição que ele não havia previsto. Embora Maryland fosse um estado escravista, as classes baixa e média nutriam pouca e/ou nenhuma simpatia com os confederados, que geralmente apoiavam a União, do que entre a legislatura pró-secessão, cuja maioria dos membros vinha do sul de Maryland, uma área quase totalmente dependente do trabalho escravo. Além disso, muitos dos simpatizantes de Maryland já haviam viajado para o sul no início da guerra para se juntar ao Exército Confederado na Virgínia. Portanto, apenas poucos homens nativos de Maryland juntaram-se ao exército de Lee.
Maryland e a Pensilvânia, alarmados e indignados com a invasão, levantaram imediatamente um exército. O governador da Pensilvânia, Andrew Curtin, convocou 50 mil milicianos para comparecer e nomeou o major-general John F. Reynolds, natural da Pensilvânia, para comandá-los.
Em Maryland, o pânico foi muito mais disseminado do que na Pensilvânia, que ainda não havia sido imediatamente ameaçada. Baltimore, que Lee considerou incorretamente como um foco de secessão, aceitou o chamado de guerra contra ele imediatamente.

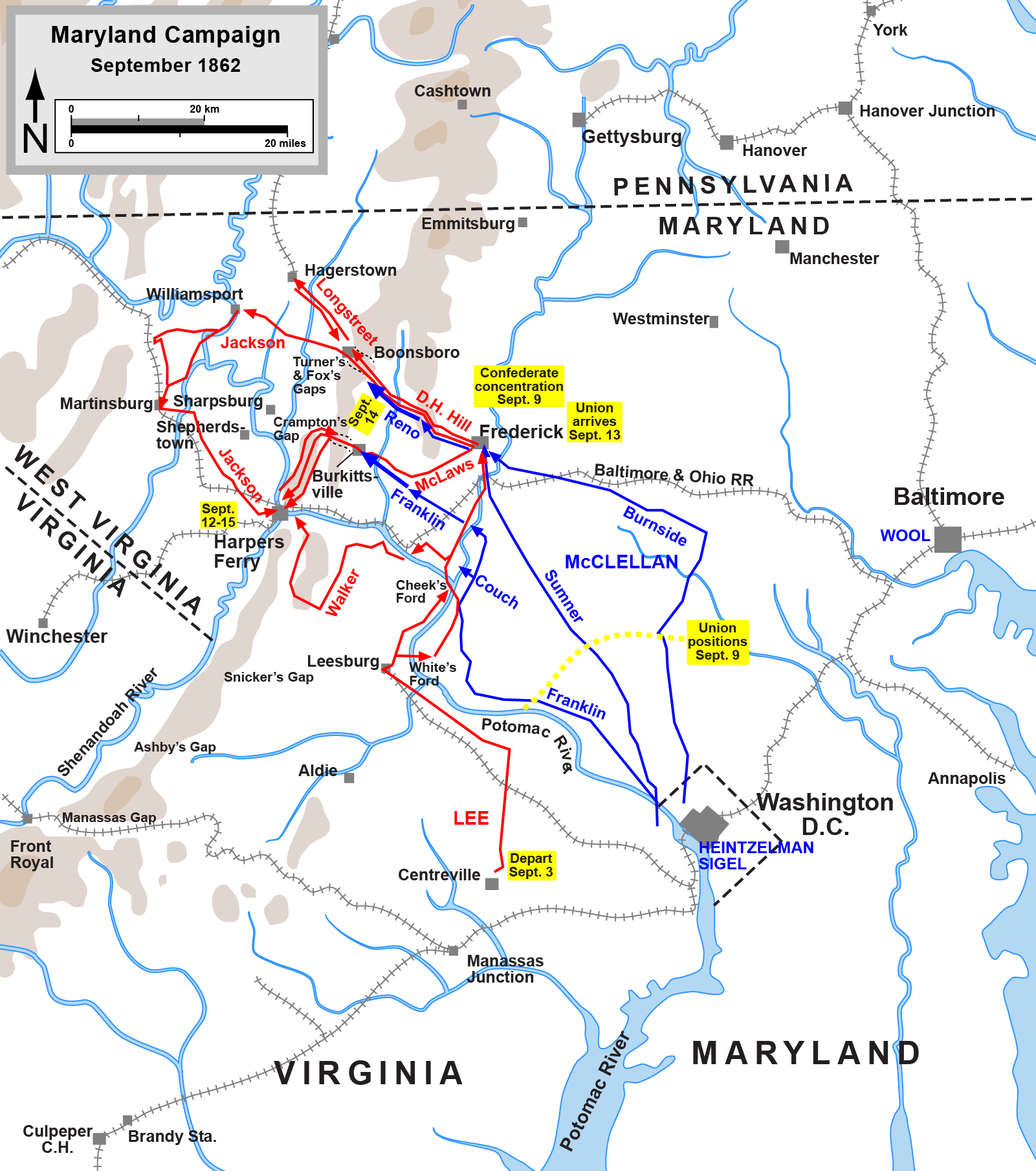
Campanha de Maryland, ações de 3 a 15 de setembro de 1862
Confederação
União

### A perseguição de McClellan
McClellan saiu de Washington em 7 de setembro com seu exército de 87 mil homens em uma perseguição apática. Ele era um general naturalmente cauteloso e presumiu que enfrentaria mais de 120 mil confederados. Ele também mantinha discussões frequentes com o governo em Washington, exigindo que as forças que defendiam a capital se reportassem a ele. O exército começou com o moral relativamente baixo, uma consequência das derrotas recentes de McClellan, mas ao cruzar para Maryland, seu ânimo foi revigorado pela "recepção amistosa, quase tumultuada" que receberam dos cidadãos do Estado.
Embora estivesse sendo perseguido vagarosamente pelo major-general George B. McClellan e pelo Exército do Potomac, Lee escolheu a estratégia arriscada de dividir seu exército para tomar Harpers Ferry. Enquanto o major-general James Longstreet conduzia sua divisão para o norte, na direção de Hagerstown, Lee enviou colunas de tropas para convergir e atacar Harpers Ferry de três direções. A maior coluna, 11 500 homens sob o comando de Jackson, deveria cruzar novamente o Potomac e contornar a oeste de Harpers Ferry e atacá-lo de Bolivar Heights, enquanto as outras duas colunas, sob o comando do major-general Lafayette McLaws (8 000 homens) e do brigadeiro-general John G. Walker (3 400 homens), deviam capturar Maryland Heights e Loudoun Heights, comandando a cidade do leste e do sul.
O Exército do Potomac chegou a Frederick, Maryland, em 13 de setembro. Lá, o oficial Barton Mitchell, do 27º Regimento de Infantaria de Indiana, descobriu uma cópia perdida dos planos de campanha detalhados do exército de Lee - Ordem Especial 191 - embrulhada em torno de três charutos. A ordem indicava que Lee havia dividido seu exército, tornando cada um sujeito ao isolamento e à derrota em detalhes. Ao perceber o valor dessa descoberta, McClellan ergueu os braços e exclamou: "Agora eu sei o que fazer!". Ele acenou com a ordem para seu velho amigo do Exército, o brigadeiro-general John Gibbon, e disse: "Aqui está um papel com o qual se eu não puder chicotear Bobbie Lee, estarei disposto a ir para casa". Ele telegrafou ao presidente Lincoln: "Tenho toda a força rebelde diante de mim, mas estou confiante e nenhum tempo será perdido. Acho que Lee cometeu um erro grosseiro e que será severamente punido por isso". McClellan esperou 18 horas antes de decidir tirar proveito dessa informação. Seu atraso desperdiçou a oportunidade de destruir o exército de Lee.
Na noite de 13 de setembro, o Exército do Potomac moveu-se em direção a South Mountain, com a ala direita do exército, sob comando de Burnside, direcionada para Turner's Gap e a ala esquerda, sob comando de Franklin, para Crampton's Gap. South Mountain é o nome dado à continuação das Montanhas Blue Ridge após sua entrada em Maryland. É um obstáculo natural que separa o Vale Shenandoah e o Vale Cumberland da parte oriental de Maryland. Cruzar as passagens de South Mountain era a única maneira de chegar ao exército de Lee.
Lee, vendo as atípicas ações agressivas de McClellan, e possivelmente se informando através de um simpatizante confederado que sua ordem havia sido comprometida, rapidamente se moveu para concentrar seu exército. Ele optou por não abandonar sua invasão e retornar à Virgínia, porque Jackson não havia completado a captura de Harpers Ferry. Em vez disso, ele optou por posicionar seu exército em Sharpsburg, Maryland.

## Batalhas da Campanha de Maryland

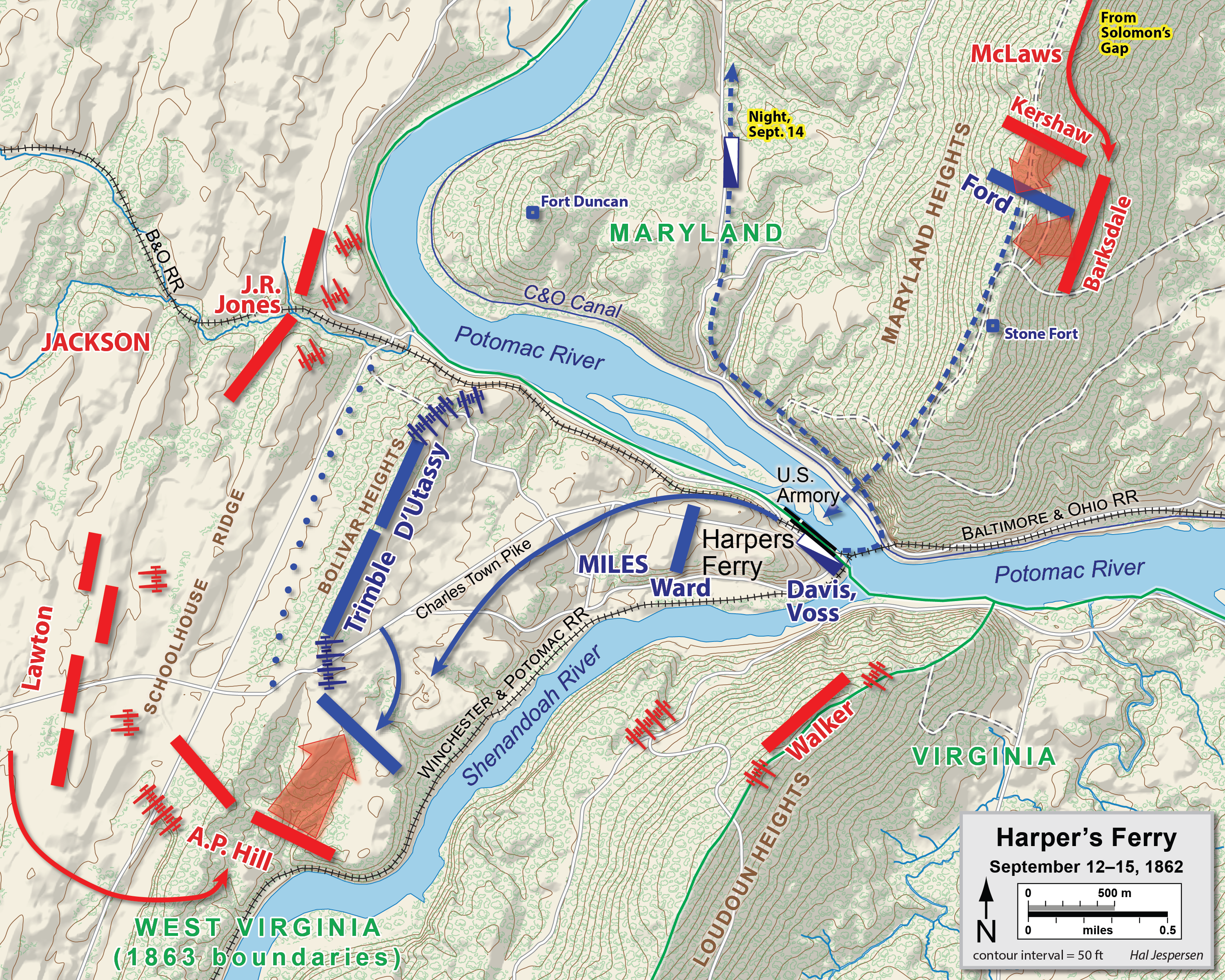

### Harpers Ferry
Conforme as três colunas de Jackson se aproximavam de Harpers Ferry, o coronel Dixon S. Miles, comandante da guarnição, insistiu em manter a maioria das tropas perto da cidade em vez de assumir posições de comando nas colinas circundantes. Os Carolinianos do Sul sob o brigadeiro-general Joseph B. Kershaw encontrou as defesas de Maryland Heights, mas apenas uma breve escaramuça se seguiu. Fortes ataques das brigadas de Kershaw e William Barksdale em 13 de setembro expulsaram as tropas da União, em sua maioria inexperientes, das alturas.
Durante o confronto em Maryland Heights, as outras colunas confederadas chegaram e ficaram surpresas ao ver que as posições críticas a oeste e ao sul da cidade não foram defendidas. Jackson posicionou sua artilharia em torno de Harpers Ferry e ordenou ao major-general A.P. Hill que descesse a margem oeste do rio Shenandoahem e se preparasse para um ataque de flanco à esquerda do exército federal na manhã seguinte. Na manhã de 15 de setembro, Jackson havia posicionado quase 50 artilharias em Maryland Heights e na base de Loudoun Heights. Ele começou com um ataque de artilharia feroz de todos os lados e ordenou o avanço da infantaria. Miles percebeu que sua situação era desesperadora e concordou com seus subordinados em hastear a bandeira branca da rendição. Antes que ele pudesse se render, ele foi mortalmente ferido por um projétil de artilharia e morreu no dia seguinte. Jackson tomou posse de Harpers Ferry e de 12 mil prisioneiros, então conduziu a maioria de seus homens para se juntar a Lee em Sharpsburg, deixando a divisão do major-general A.P. Hill para finalizar a ocupação da cidade.

### South Mountain

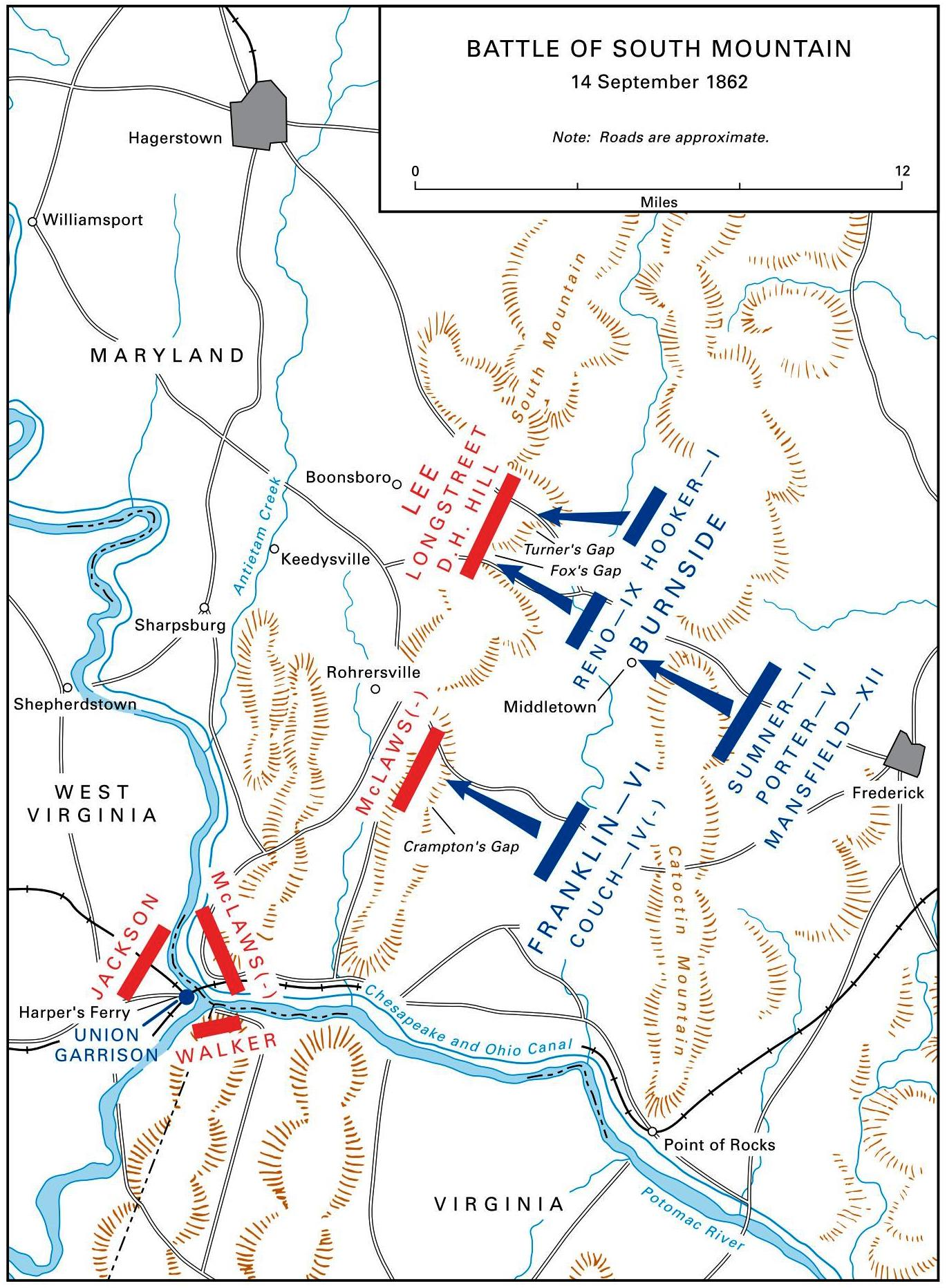

As batalhas em South Mountain foram travadas em 14 de setembro, localizadas em Crampton's, Turner's e Fox's Gaps. O major-general D.H. Hill defendeu Turner's e Fox's Gaps contra Burnside. Ao sul, o major-general Lafayette McLaws defendeu Crampton's Gap do ataque de Franklin, que foi capaz de avançar por Crampton's Gap, mas os confederados conseguiram manter Turner e Fox, ainda que precariamente. Lee percebeu a futilidade de sua posição contra as forças numericamente superiores da União e ordenou que suas tropas fossem para Sharpsburg. McClellan estava, então, teoricamente em posição de destruir o exército de Lee antes que ele pudesse se concentrar em Sharpsburg. A atividade limitada de McClellan, em 15 de setembro, após sua vitória em South Mountain, no entanto, condenou a guarnição de Harpers Ferry à captura e deu a Lee tempo para unir suas divisões dispersas.

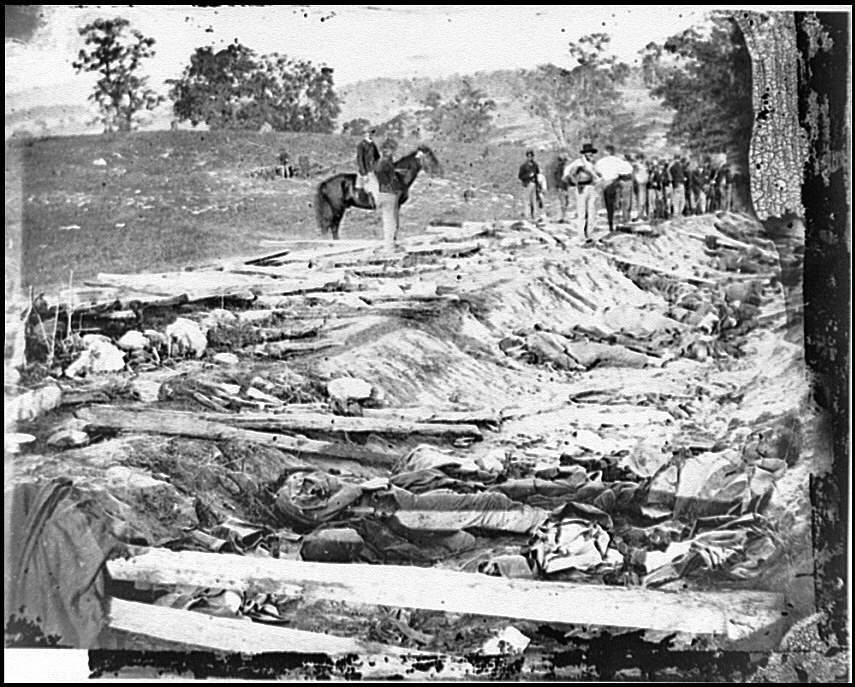
Baixas confederadas em Antietam

### Antietam (Sharpsburg)
Em 16 de setembro, McClellan confrontou Lee perto de Sharpsburg. Lee estava defendendo uma linha a oeste de Antietam Creek. Na madrugada de 17 de setembro, o 1º Corpo do major-general Joseph Hooker montou um poderoso ataque ao flanco esquerdo de Lee. dando início à sangrenta batalha em Antietam. Ataques e contra-ataques varreram Miller Cornfield e os bosques perto da Igreja Dunker quando o brigadeiro-general Joseph K. Mansfield do 12º Corpo se juntou para reforçar a posição de Hooker. O ataque das tropas federais do 2º Corpo contra Sunken Road realizados pelo major-general Edwin V. Sumner eventualmente perfurou o centro da linha confederada. À tarde, o 9º Corpo de Burnside cruzou uma ponte de pedra sobre Antietam Creek e avançou sobre os confederados à direita. Em um momento crucial, a divisão de A.P. Hill chegou de Harpers Ferry e contra-atacou, repelindo os homens de Burnside e salvando o exército de Lee da destruição. Embora em número inferior de dois para um, Lee utilizou toda a sua força, enquanto McClellan enviou apenas quatro de seus seis corpos disponíveis. Isso permitiu a Lee deslocar brigadas no campo de batalha e conter cada ataque individual da União. Durante a noite, os dois exércitos consolidaram suas linhas. Apesar das baixas devastadoras - União 12 401, ou 25%; Confederação 10 316, ou 31% - Lee continuou a realizar escaramuças contra McClellan durante 18 de setembro, enquanto transportava seus homens feridos para a Virgínia. McClellan não renovou a ofensiva. Depois de escurecer, Lee ordenou ao exausto Exército da Virgínia do Norte que recuasse através do Potomac para o Vale Shenandoah.

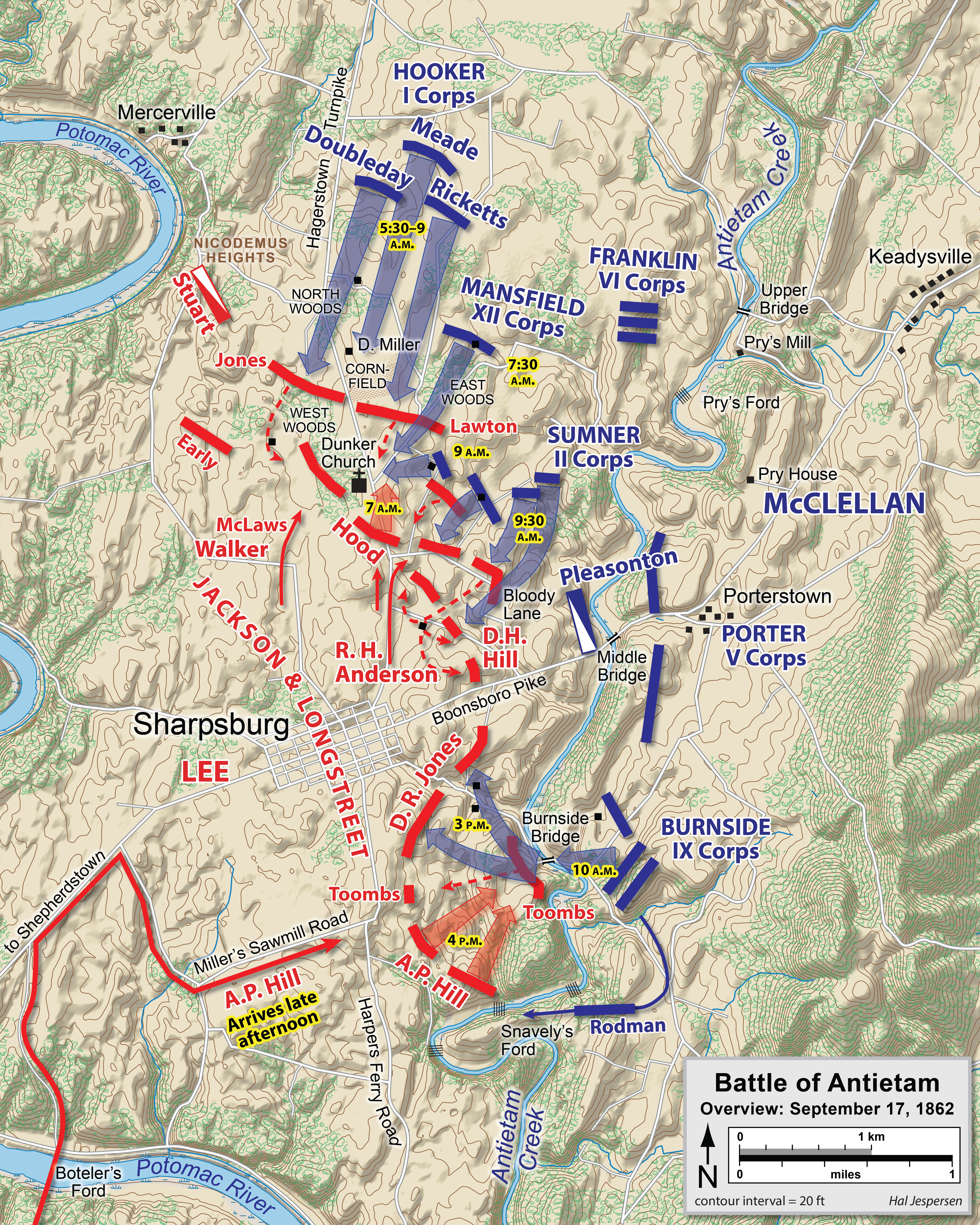
Batalha de Antietam (Sharpsburg), 17 de setembro de 1862

## Consequências e implicações diplomáticas
Lee retirou-se com sucesso através do Potomac, encerrando totalmente a campanha de Maryland. O presidente Lincoln ficou desapontado com o desempenho de McClellan. Ele acreditava que as ações cautelosas e mal coordenadas do general haviam forçado a batalha para um empate, em vez de uma derrota confederada irreversível. Ele ficou ainda mais surpreso que de 17 de setembro a 26 de outubro, apesar das repetidas súplicas do Departamento de Guerra e do presidente, McClellan se recusou a perseguir Lee através do Potomac, alegando falta de equipamento e o medo de estender demais suas forças. O comandante-chefe Henry W. Halleck escreveu em seu relatório oficial: "A longa inatividade de um exército tão grande em face de um inimigo derrotado, e durante a temporada mais favorável para movimentos rápidos e uma campanha vigorosa, foi motivo de grande decepção e pesar". Lincoln dispensou McClellan em 7 de novembro, encerrando efetivamente a carreira militar do general. O general de divisão Ambrose E. Burnside foi nomeado para comandar o Exército do Potomac. O Teatro Oriental ficou relativamente parado até dezembro, quando Lee enfrentou Burnside na Batalha de Fredericksburg.
Apesar de um empate tático, a Batalha de Antietam foi uma vitória estratégica para a União. Isso forçou o fim da invasão estratégica de Lee ao Norte e deu a Abraham Lincoln a vitória que ele esperava antes de anunciar a Proclamação de Emancipação em 22 de setembro, que entrou em vigor em 1º de janeiro de 1863. Embora Lincoln tivesse pretendido fazer isso antes, ele foi avisado por seu Gabinete para fazer este anúncio após uma vitória da União para evitar a percepção de que foi emitido por desespero. A derrota confederada em Antietam também dissuadiu os governos da França e da Grã-Bretanha de reconhecer a Confederação. E, com a publicação da Proclamação de Emancipação, tornou-se menos provável que futuras vitórias no campo de batalha induziriam o reconhecimento estrangeiro. Lincoln havia efetivamente destacado a escravidão como um princípio dos Estados Confederados da América, e a aversão à escravidão na França e na Grã-Bretanha não permitiria uma intervenção em nome do Sul.
A União perdeu 15 220 homens durante a campanha de Maryland (2 535 mortos, 11 426 feridos, 1 259 desaparecidos).